# Alceu Feldmann
Alceu Elias Feldmann Filho (Pouso Redondo, 4 de setembro de 1973) é um automobilista brasileiro.
Nascido em Pouso Redondo, Santa Catarina, Alceu Feldmann adotou a cidade de Curitiba, no Paraná para viver. Conquistou vários títulos em campeonatos regionais de velocidade na terra e asfalto antes de ir para a Stock Car. Alceu tem quatro filhos: Letícia, Juliana, Amanda e Alceu Neto. Atualmente disputa o Campeonato Brasileiro de Marcas e Pilotos.

## Carreira na Stock Car
A estréia foi na Stock Car Brasil foi na temporada de 2000.
Em 2006, disputou a Super Final e terminou o campeonato na sétima posição. Na temporada 2008 Alceu voltou a disputar a Super Final e ficou na 9ª colocação, com 217 pontos. Durante três temporadas, foi companheiro do paulista Allam Khodair na equipe de Ereneu Boettger. Ao final da temporada, Khodair mudou para a Full Time, equipe recém-promovida da Light, sendo substituído por Luciano Burti.
Em 2010 Feldmann deixou a Boettger e foi para a RCM Motorsport com o curitibano Lico Kaesemodel, com quem disputou a temporada 2008 da GT3 Brasil Championship.[carece de fontes?]
Em 2011 conquistou a sua primeira vitória na categoria ao vencer a etapa de Santa Cruz do Sul.

## Suspensão
Feldmann foi punido com suspensão por dois anos pela Comissão Disciplinar da CBA por se recusar a realizar o exame anti-dopagem na terceira da etapa da temporada de 2012. Entretanto, seu advogado obteve um efeito suspensivo que o libera para correr até o julgamento no STJD.

## Resultados na Stock Car Brasil
| Ano  | Equipe           | Carro            | 1      | 2      | 3       | 4       | 5      | 6      | 7       | 8      | 9      | 10     | 11     | 12     | Classificação | Pontos |
| ---- | ---------------- | ---------------- | ------ | ------ | ------- | ------- | ------ | ------ | ------- | ------ | ------ | ------ | ------ | ------ | ------------- | ------ |
| 2010 | RCM Motorsport   | Peugeot 307      | SAO 9  | CTB 19 | VEL Ret | RIO 16  | RBP 19 | SAL 26 | SAO Ret | CGD 11 | LON 11 | SCZ 9  | BSB 9  | CTB 12 | 23º           | 31     |
| 2011 | Andreas Mattheis | Chevrolet Vectra | CTB 19 | SAO 21 | RIB Ret | NSR Ret | CGD 14 | RIO 15 | SAO Ret | SAL 13 | SCZ 1  | LON 16 | BSB 17 | NSR 21 | 26º           | 6      |
| 2012 | Shell Racing     | Peugeot          | SAO 25 | CTB 23 | VEL 12  | RBR Ret | LAN 31 | RIO 25 | SAO     | SAL    | CGD    | TAR    | CTB    | BRA    | ?º            | 9      |